# 迪凯特号驱逐舰 (DDG-73)
迪凯特号驱逐舰（USS Decatur DDG-73）是美国海军阿利·伯克级驱逐舰的第二十三艘，以19世紀初的美國海军准将斯蒂芬·迪凯特命名。
迪凯特号驱逐舰于1996年1月11日在缅因州巴斯的巴斯钢铁厂安放龙骨，1996年11月8日下水，1998年8月29日服役。
2018年9月30日，中國南沙島礁南薰礁鄰近海域，迪凱特號驅逐艦正在附近國際水域航行，中國導彈驅逐艦蘭州艦(170艦)由左側高速攔截警告驅離神盾驅逐艦迪凱特號，逼迫其離去，兩船最近距離僅有41米範圍內(幾乎衝撞美軍艦)，行動前中國人民解放軍強烈警告，要美軍為此承擔後果。
1. ↑  .   [2018-11-05]. （原始内容存档于2018-11-05）.